# ノースアジア大学雪国民俗館
ノースアジア大学雪国民俗館（ノースアジアだいがくゆきぐにみんぞくかん）は、秋田県秋田市に所在する民俗資料を収蔵・展示している資料館。ノースアジア大学に付設する。国指定重要有形民俗文化財の大沼キッツや作業用覆面のコレクションがある。研究誌として『雪国民俗』を発行している。

## 沿革
1960年（昭和35年）に、秋田短期大学（当時、現秋田栄養短期大学）に雪国民俗研究所が設立された。翌1961年、研究所に資料館が付設された。地域の生活の痕跡をたどることを通じて新文化の創造に資することを目的に、研究所が収集した民俗資料を広く一般に公開しようというものであった。1964年（昭和39年）4月、秋田経済大学（当時、現ノースアジア大学）雪国民俗研究所と改称。1983年（昭和58年）、秋田経済法科大学（当時）雪国民俗研究所に改称。2005年（平成17年）4月、秋田経済法科大学（当時）内に総合研究センターが設立され、その中に雪国民俗館として位置づけられることとなった。2012年（平成24年）4月、ノースアジア大学雪国民俗館となる。
下北手に大学が移転した当初は、短大棟から向かって左手の独立した建物内（上記の写真の建物）に設置されていたが、2016年現在は、大学40周年記念館の1F（かつて、書店・文房具店・ミニコンビニタイプの店舗が設置されていたスペース）に移設されている。

## 大沼キッツ（箱型くりぶね）
スギの大木の幹をくりぬいて造った小舟の一種で、仙北市田沢湖神代の大沼で、春から夏にかけてジュンサイ採りのために使用され、キッツ（木櫃）と呼称されていた。長さ3メートルで幅は60センチメートルである。1964年（昭和39年）5月29日、国の重要有形民俗文化財に指定。

## 作業用覆面コレクション
民俗研究所が収集した、戸外で働く際の作業用のかぶりもののコレクション。秋田県21点、新潟県19点、山形県14点、石川県4点、青森県1点の計59点が1966年（昭和41年）6月11日、国の重要有形民俗文化財に指定された。戸外作業用の覆面は主に女性によって利用され、防寒、防暑、日除け、防虫などを目的としていたが、痴漢よけ（殿様よけ）の伝承まであり、染めや文様、刺繍、かぶり方などに、それぞれ地域色豊かな工夫が施されていた。「はんこたんな」、「たなかぶり」、「はながお」等、さまざまな名称をもつ。

## その他の展示資料
- 仕事着…農作業着、はんてん、裂織（さきおり）
- 食にかかわる道具…弁当、曲げわっぱ、片口
- わら製品…ふみだら、しちべ、へどろ
- 灯明具…松脂ろうそく、有明行灯
- 人形…八橋人形、押し絵
- その他…薬研、お歯黒、手鏡、くりもの、農具、漁具

## 所在地ほか
- 所在地…秋田県秋田市下北手桜字守沢46番地1　ノースアジア大学40周年記念館1F
- 開館時間…13:00-16:00
- 休館日…大学の休学期間
- 入館料…無料